# L'Indépendant (Pirenei Orientali)
L'Indépendant è un quotidiano regionale francese, la cui sede si trova a Perpignano. È diffuso principalmente nei dipartimenti dell'Aude e dei Pirenei Orientali.

## Storia

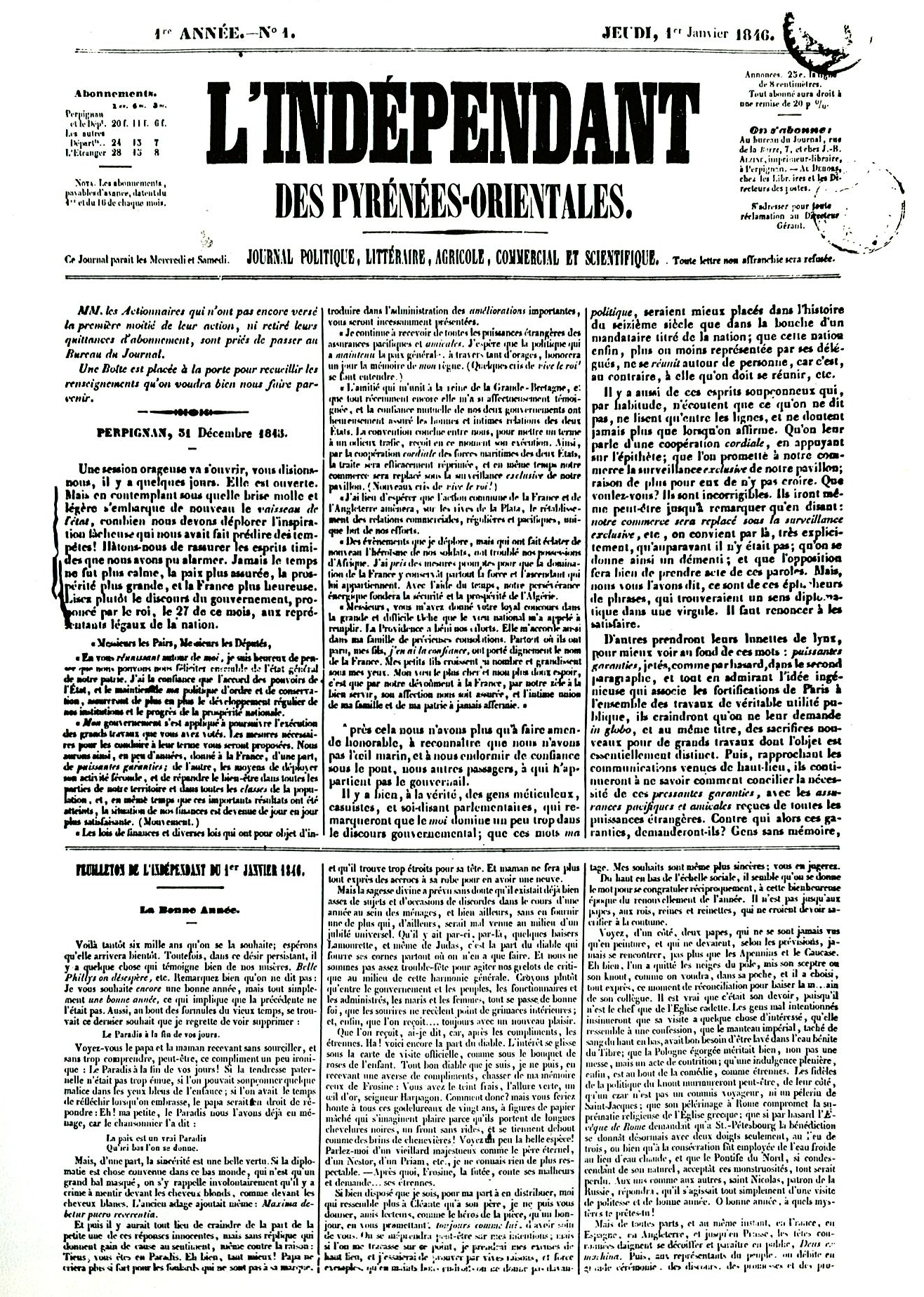
Primo numero de L'Indépendant, datato 1º gennaio 1846.

Dopo il 1815, nei Pirenei Orientali esisteva un solo quotidiano, il Mémorial administratif des Pyrénées-Orientales, divenuto in seguito Journal des Pyrénées-Orientales. Creato dalla prefettura, questa pubblicazione aveva l'inconveniente di presentare solo il punto di vista della classe al potere. Gli oppositori carlisti e repubblicani alla Monarchia di luglio avevano dunque bisogno di una pubblicazione per esprimere e sostenere la candidatura di François Arago alle elezioni legislative nel dipartimento. L'Indépendant des Pyrénées-Orientales fu allora fondato a Perpignano il 1º gennaio 1846, dopo aver reclutato un rinomato caporedattore, Pierre Lefranc. L'iniziativa fu coronata da successo poiché François Arago fu eletto con un punteggio incredibile del 98,9%.
Alla Liberazione fu interdetta la pubblicazione, perché aveva continuato ad apparire durante il regime di Vichy e poi durante l'occupazione tedesca. Il quotidiano beneficiò infine di un non luogo a procedere.
Riapparve il 18 aprile 1950 sotto il titolo L'Indépendant du matin, poi L'Indépendant catalan e infine L'Indépendant. Una delle tre grandi testate del gruppo Midi libre, fece parte del gruppo La Vie-Le Monde dal 2000 alla fine del 2007.
Fu, dal gennaio 2008 al giugno 2015, attraverso i Journaux du Midi, di proprietà del gruppo Sud Ouest. Dal giugno 2015, è divenuto uno dei titoli del Groupe La Dépêche.
La sua diffusione nel 2009 era di 63 585 copie, poi 60.119 nel 2011 e 51.688 nel 2014, ossia un calo del 14,1% tra il 2011 e il 2014.